# Залужаны (Львовский район)
Залужаны (укр. Залужани) — село в Великолюбенской поселковой общине Львовского района Львовской области Украины.
Население по переписи 2001 года составляло 73 человека. Занимает площадь 0,49 км². Почтовый индекс — 81533. Телефонный код — 3231.

## История
В 1946 г. Указом ПВС УССР хутор Вейсмановка переименован в Залужаны.